# Gerardo Pierro
Gerardo Pierro (ur. 26 kwietnia 1935 w Mercato San Severino, zm. 24 lutego 2025 w Pontecagnano Faiano) – włoski duchowny rzymskokatolicki, w latach 1992-2010 arcybiskup Salerno-Campagna-Acerno.

## Życiorys
Święcenia kapłańskie przyjął 21 grudnia 1957. 26 czerwca 1981 został mianowany biskupem Tursi-Lagonegro. Sakrę biskupią otrzymał 2 sierpnia 1981. 28 lutego 1987 objął stolicę biskupią Avellino. 25 maja 1992 został mianowany arcybiskupem  Salerno-Campagna-Acerno. 10 czerwca 2010 przeszedł na emeryturę.